# Бомель, Патрис
Патрис Бомель (фр. Patrice Beaumelle; род. 24 апреля 1978, Арль, Франция) — французский футбольный тренер.

## Карьера
Воспитанник «Нима». В качестве футболиста выступал на любительском уровне. В 25 лет начал тренерскую карьеру, отвечая за фитнес в «Монпелье». Долгие годы работал ассистентом у французского тренера Эрве Ренара. В 2012 и 2015 годах Бомель в качестве его помощника дважды побеждал на Кубке африканских наций со сборными Замбии и Кот-д’Ивуара. В 2014 году после ухода Ренара специалист непродолжительное время самостоятельно работал с замбийцами. В марте 2020 года был назначен на пост главного тренера сборной Кот-д’Ивуара.

## Достижения

### Ассистента
- Победитель Кубка африканских наций (2): 2012, 2015.

## Личная жизнь
15 апреля 2024 алжирский журналист Мохамед Лекхаль, близкий к руководству клуба МК Алжир, сообщил, что Патрис Бомель принял ислам и произнес свидетельство принятия мусульманской веры (шахаду) в мечети в Алжире. Журналист негативно отреагировал на утечку этой информации, заявив: «Я просто не думаю, что кто-то другой должен предоставлять эту информацию, кроме меня, и публиковать такую информацию — это неуважение» Со своей стороны, клуб подтверждает, что его тренер «принял ислам три месяца назад», но «он не хотел обнародовать свое обращение по личным причинам». 26 апреля 2024 года он объявил о своем обращении и выбрал своим новым именем Амир.